# Büetigen
Büetigen es una comuna suiza del cantón de Berna, situada en el distrito administrativo del Seeland. Limita al norte con la comuna de Dotzigen, al este con Diessbach bei Büren, al sur y oeste con Lyss, y al noroeste con Studen y Schwadernau.
Hasta el 32 de diciembre de 2009 situada en el distrito de Büren.

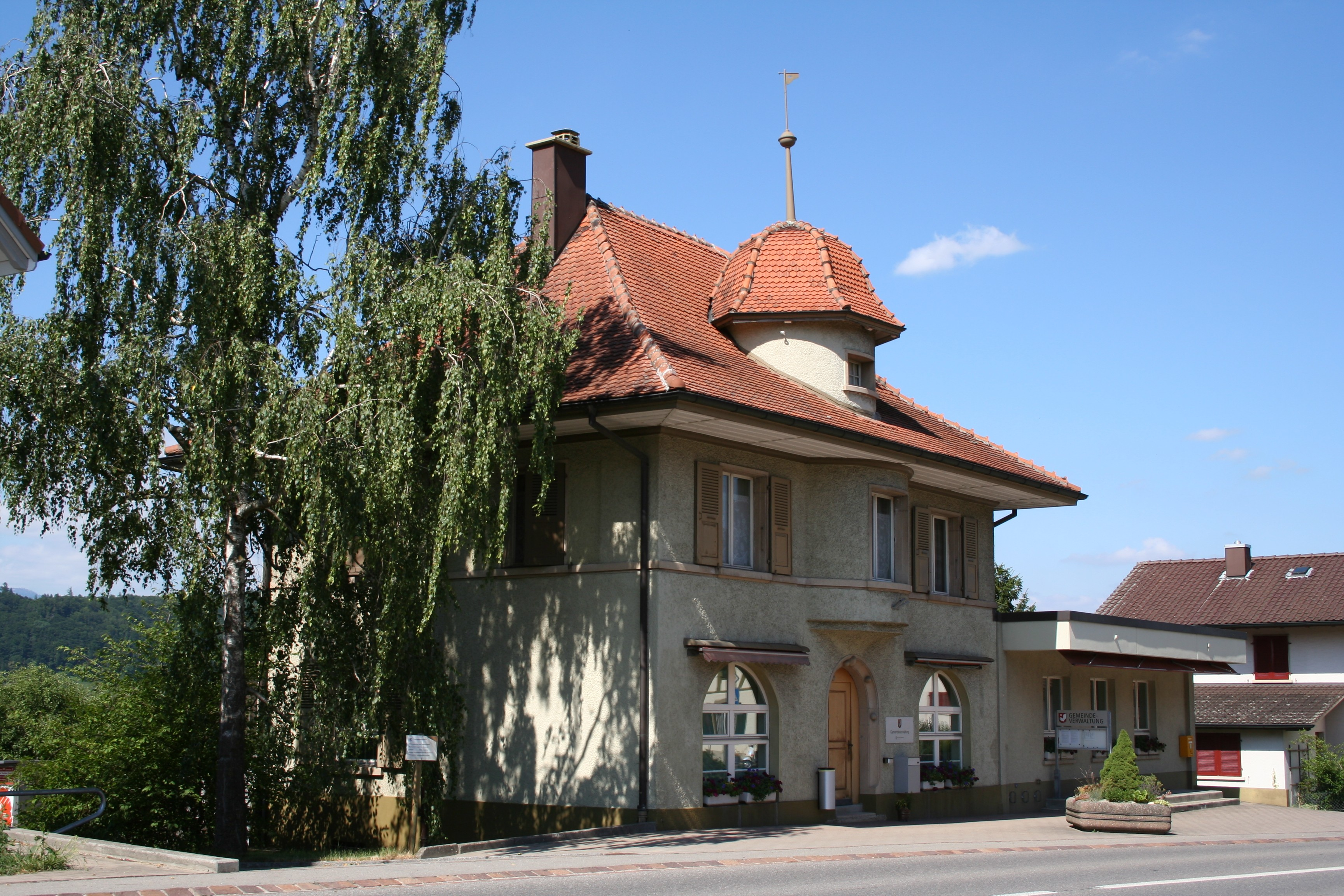
Casa comunal de Büetigen.